# Нонадекаплутонийосмий
Нонадекаплутонийосмий — бинарное неорганическое соединение
плутония и осмия
с формулой OsPu19,
кристаллы.

## Получение
- Сплавление стехиометрических количеств чистых веществ:

{\displaystyle {\mathsf {19Pu+Os\ {\xrightarrow {425^{o}C}}\ OsPu_{19}}}}

## Физические свойства
Нонадекаплутонийосмий образует кристаллы
ромбической сингонии,
пространственная группа C mca,
параметры ячейки a = 0,5345 нм, b = 1,4884 нм, c = 1,0898 нм, Z = 2
.
При температуре 195 °C  происходит переход в фазу
ромбической сингонии,
пространственная группа P nna,
параметры ячейки a = 1,5839 нм, b = 0,7819 нм, c = 0,9151 нм, Z = 2,6
.
Соединение образуется по перитектоидной реакции при температуре 425°С и имеет область гомогенности 4÷6,5 ат.% осмия.

## Химические свойства
- Разлагается при нагревании:

{\displaystyle {\mathsf {OsPu_{19}\ {\xrightarrow {>425^{o}C}}\ OsPu_{3}+16Pu}}}